# Canisca III
Canisca III (em greco-bactriano: Kanēške; em brami: Kā-ṇi-ṣka; em sânscrito: कनिष्क; m. 270) foi um rei (basileu) do Império Cuchana de 267 a 270, em sucessão de Vasisca (r. 247–267).